# Киевские ворота
Киевские или Подольские ворота — древние деревянные ворота в северной части города Владимира — детинца средневекового Киева. Идущая от них дорога на месте современного Андреевского спуска связывала Верхний город с торгово-ремесленным Подолом. Внутри детинца Киевские ворота были связаны дорогой с расположенным поблизости Бабиным торжком — центральной площадью. Справа от ворот на месте нынешней Андреевской церкви находилась древняя Крестовоздвиженская церковь. После вхождения Киева в состав Русского царства Киевские ворота вновь укреплены и стали частью Старокиевской крепости. Они отмечены на плане Ушакова 1695 года.
Следует отметить, что Подольскими воротами в истории Киева называли ещё ряд других ворот в пределах исторического Подола.